# 不二越工業高等学校
不二越工業高等学校（ふじこしこうぎょうこうとうがっこう、英: Fujikoshi Technical High School）は、富山県富山市東石金町にある私立工業高等学校。経営母体は不二越。

## 設置学科
- 情報機械科（下記の2コースに分かれる）
  - 機械システムコース
  - 制御システムコース

## 沿革
- 1937年（昭和12年）
  - 3月3日 - 不二越工科学校として設置認可[1]。
  - 4月 - 不二越工科学校として創立開校。
- 1939年（昭和14年）3月 - 不二越工業学校設立認可[1]。
- 1948年（昭和23年）3月 - 不二越工業高等学校に名称を変更。
- 1951年（昭和26年）3月 - 学校法人に組織を変更。
- 1957年（昭和32年）9月 - 本館校舎改築竣工。
- 1961年（昭和36年）4月 - 機械工学の専攻科を設置。
- 1968年（昭和43年）4月 - 機械実習棟竣工。
- 1970年（昭和45年）
  - 8月 - 別館校舎竣工。
  - 9月 - 体育館竣工。
- 1977年（昭和52年）8月 - 本館・別館校舎増築竣工。
- 1980年（昭和55年）3月 - 本館校舎を増築竣工。
- 1981年（昭和56年）10月 - 柔剣道場竣工。
- 1982年（昭和57年）
  - 4月 - メカトロニクスコース、機械システムコース設置。
  - 8月 - 本館東棟竣工。
- 1984年（昭和59年）10月 - メカトロニクス実習棟竣工。
- 1987年（昭和62年）10月 - 研修センター竣工。
- 1988年（昭和63年）4月 - 総合選択制導入。
- 1991年（平成3年）4月 - 情報機械科設置。
- 1992年（平成4年）8月 - パソコン実習室・自動設計製図室完備。
- 1993年（平成5年）8月 - 硬式野球部が甲子園初出場を果たす（結果は初戦（2回戦）で鳥取西に1-11で敗れる）。
- 1994年（平成6年）4月 - 機械システムコース廃止、情報技術コース設置。
- 1997年（平成9年）4月 - 理工基礎コース設置。
- 1999年（平成11年）4月 - 総合学習室完備。
- 2003年（平成15年）4月 - メカトロニクスコースを機械技術コースに改名、理工基礎コースを理工コースに改名。
- 2005年（平成17年）
  - 4月 - サブコース「デザイン、福祉、加工技術」を新設。
  - 12月 - ワンダーStage（実習棟）竣工。
- 2009年（平成21年）8月 - 耐震工事実施。
- 2012年（平成24年）7月 - 全館空調完備。
- 2013年（平成25年）4月 - コース制改定。
- 2015年（平成27年）6月 - 教育用ロボット導入。
- 2018年（平成30年）4月 - 制御システムコース新設。
- 2019年（令和元年）5月 - 学習相談室設置。
- 2020年（令和2年）6月 - 各教室に電子黒板導入。

## 部活動
- 運動部 - サッカー、空手道、野球、バドミントン、柔道、ソフトテニス、卓球、バスケットボール、陸上競技、バレーボール、ボウリング
- 文化部 - 吹奏楽、茶道、美術、料理、写真、パソコン、電子工作、ボランティア、数英理探究、書道、応援
- 同好会 - ものづくり

## 校歌
作詞：大島文雄、作曲：荒木得三

## アクセス
- 富山地方鉄道バス「不二越正門前」停留所より徒歩約3分、「石金」停留所より徒歩約8分
- 富山地方鉄道不二越線不二越駅より徒歩約12分